# Geu
Pour les articles homonymes, voir Geu.
Geu est une commune française située dans l'ouest du département des Hautes-Pyrénées, en région Occitanie. Sur le plan historique et culturel, la commune est dans la province du Lavedan, partie sud-occidentale de la Bigorre et constituée d'un ensemble de sept vallées en amont de la ville de Lourdes.
Exposée à un climat de montagne, elle est drainée par le gave de Pau et par divers autres petits cours d'eau. La commune possède un patrimoine naturel remarquable : un site Natura 2000 (les « gaves de Pau et de Cauterets (et gorge de Cauterets) ») et deux zones naturelles d'intérêt écologique, faunistique et floristique.
Geu est une commune rurale qui compte 184 habitants en 2022, après avoir connu une forte hausse de la population depuis 1962. Elle fait partie de l'aire d'attraction de Lourdes. Ses habitants sont appelés les Gélusiens ou  Gélusiennes.

## Géographie

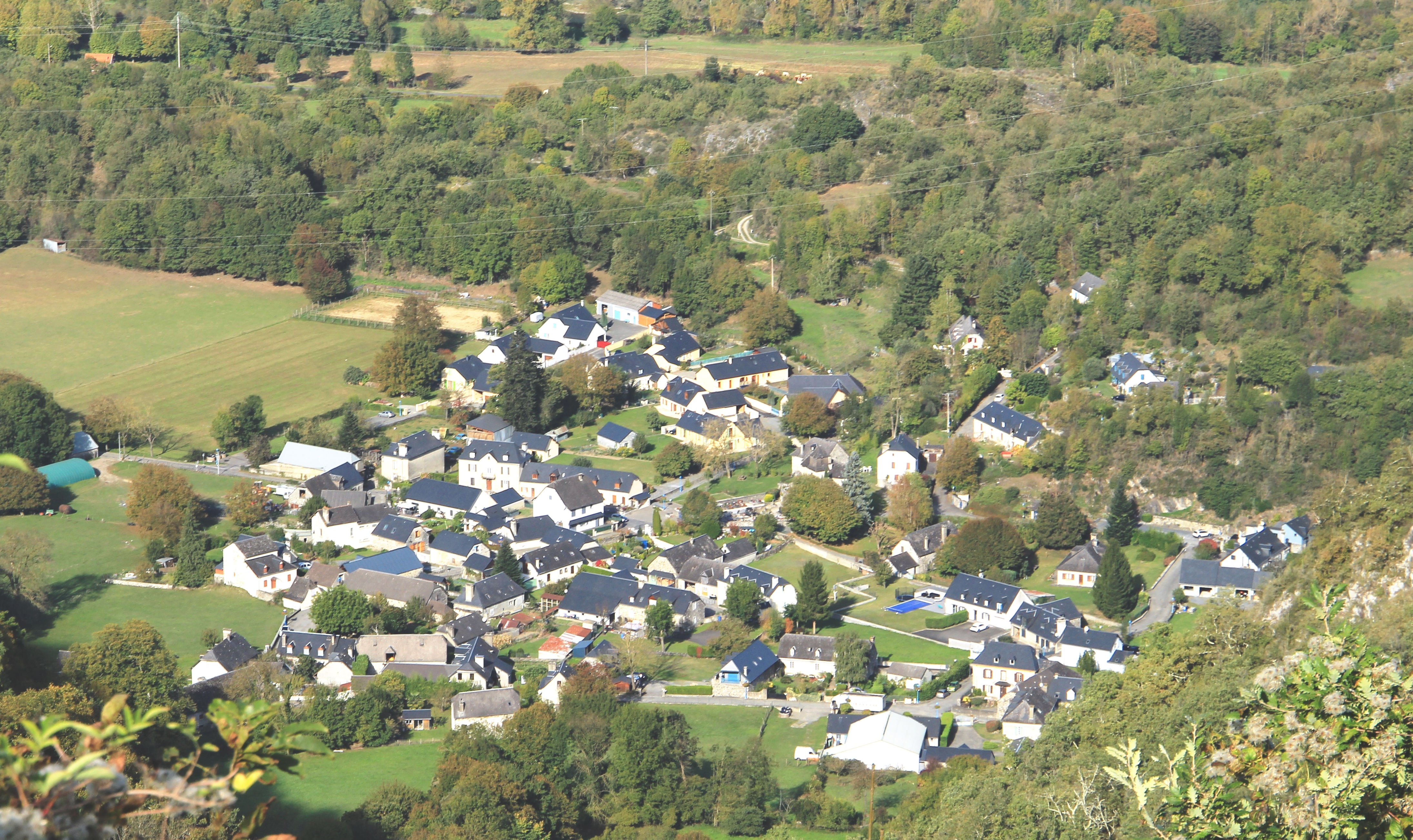
Vue générale du village.

### Localisation
La commune de Geu se trouve dans le département des Hautes-Pyrénées, en région Occitanie.
Elle se situe à 23 km à vol d'oiseau de Tarbes, préfecture du département, à 6 km d'Argelès-Gazost, sous-préfecture, et à 6 km de Lourdes, bureau centralisateur du canton de Lourdes-2 dont dépend la commune depuis 2015 pour les élections départementales.
La commune fait en outre partie du bassin de vie d'Argelès-Gazost.
Les communes les plus proches sont : 
Berbérust-Lias (1,8 km), Ger (1,8 km), Agos-Vidalos (1,8 km), Viger (2,5 km), Lugagnan (2,6 km), Ourdon (2,9 km), Saint-Créac (2,9 km), Saint-Pastous (3,0 km).
Sur le plan historique et culturel, Geu fait partie de la province historique du Lavedan, partie sud-occidentale de la Bigorre et constitué d'un ensemble de sept vallées en amont de la ville de Lourdes. Historiquement, elle  fait partie de la province de Gascogne, et plus particulièrement du comté de Bigorre. La commune est dans la vallée de Castelloubon qui regroupe douze communes,.
Geu est limitrophe de cinq autres communes.
Les communes limitrophes sont  Agos-Vidalos, Berbérust-Lias, Boô-Silhen, Ger et Saint-Pastous.
|              | Ger           |                |
| Agos-Vidalos | Geu           | Berbérust-Lias |
| Boô-Silhen   | Saint-Pastous |                |

### Hydrographie
La commune est dans le bassin de l'Adour, au sein du bassin hydrographique Adour-Garonne. Elle est drainée par le gave de Pau, un bras du Gave de Pau, Canal des Moulins, le Riu Gros et par un petit cours d'eau, constituant un réseau hydrographique de 4 km de longueur totale,.
Le gave de Pau, d'une longueur totale de 192,8 km, prend sa source dans la commune de Gavarnie-Gèdre et s'écoule vers le nord-ouest. Il traverse la commune et se jette dans l'Adour à Saint-Loubouer, après avoir traversé 88 communes.

### Climat
Le climat qui caractérise la commune est qualifié, en 2010, de « climat des marges montargnardes », selon la typologie des climats de la France qui compte alors huit grands types de climats en métropole. En 2020, la commune ressort du type « climat de montagne » dans la classification établie par Météo-France, qui ne compte désormais, en première approche, que cinq grands types de climats en métropole. Pour ce type de climat, la température décroît rapidement en fonction de l'altitude. On observe une nébulosité minimale en hiver et maximale en été. Les vents et les précipitations varient notablement selon le lieu.
Les paramètres climatiques qui ont permis d’établir la typologie de 2010 comportent six variables pour les températures et huit pour les précipitations, dont les valeurs correspondent à la normale 1971-2000. Les sept principales variables caractérisant la commune sont présentées dans l'encadré ci-après.
| Paramètres climatiques communaux sur la période 1971-2000 - Moyenne annuelle de température : 11,9 °C - Nombre de jours avec une température inférieure à −5 °C : 3,7 j - Nombre de jours avec une température supérieure à 30 °C : 4,9 j - Amplitude thermique annuelle : 14,1 °C - Cumuls annuels de précipitation : 1 171 mm - Nombre de jours de précipitation en janvier : 10,6 j - Nombre de jours de précipitation en juillet : 9,1 j |

Avec le changement climatique, ces variables ont évolué. Une étude réalisée en 2014 par la Direction générale de l'Énergie et du Climat complétée par des études régionales prévoit en effet que la  température moyenne devrait croître et la pluviométrie moyenne baisser, avec toutefois de fortes variations régionales. Ces changements peuvent être constatés sur la station météorologique de Météo-France la plus proche, « Ayros-Arbouix », dans la commune d'Ayros-Arbouix, mise en service en 1982 et qui se trouve à 4 km à vol d'oiseau,, où la température moyenne annuelle est de 12,7 °C et la hauteur de précipitations de 1 031,4 mm pour la période 1981-2010.
Sur la station météorologique historique la plus proche, « Tarbes-Lourdes-Pyrénées », dans la commune d'Ossun, mise en service en 1946 et à 16 km, la température moyenne annuelle évolue de 12,2 °C pour la période 1971-2000, à 12,6 °C pour 1981-2010, puis à 12,9 °C pour 1991-2020.

### Milieux naturels et biodiversité

#### Réseau Natura 2000

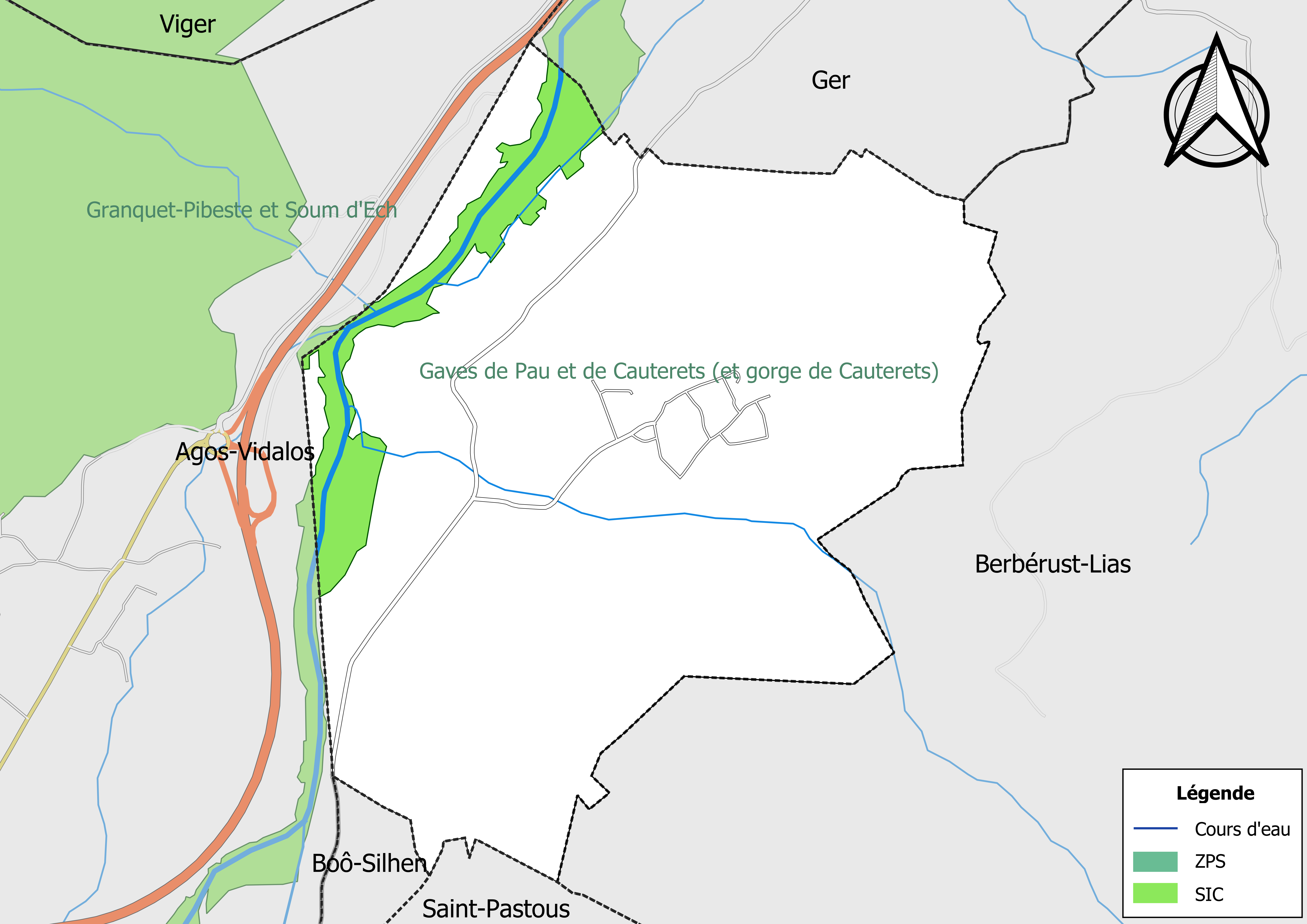
Site Natura 2000 sur le territoire communal.

Le réseau Natura 2000 est un réseau écologique européen de sites naturels d'intérêt écologique élaboré à partir des directives habitats et oiseaux, constitué de zones spéciales de conservation (ZSC) et de zones de protection spéciale (ZPS).
Un site Natura 2000 a été défini dans la commune au titre de la directive habitats : les « gaves de Pau et de Cauterets (et gorge de Cauterets) », d'une superficie de 482 ha, sont un site est localisé sur deux domaines biogéographiques : 42 % pour le domaine atlantique et 58 % pour le domaine alpin. Il sconstituent des réseaux linéaires sélectionnés pour leurs capacités d'accueil du saumon Salmo salar.

#### Zones naturelles d'intérêt écologique, faunistique et floristique

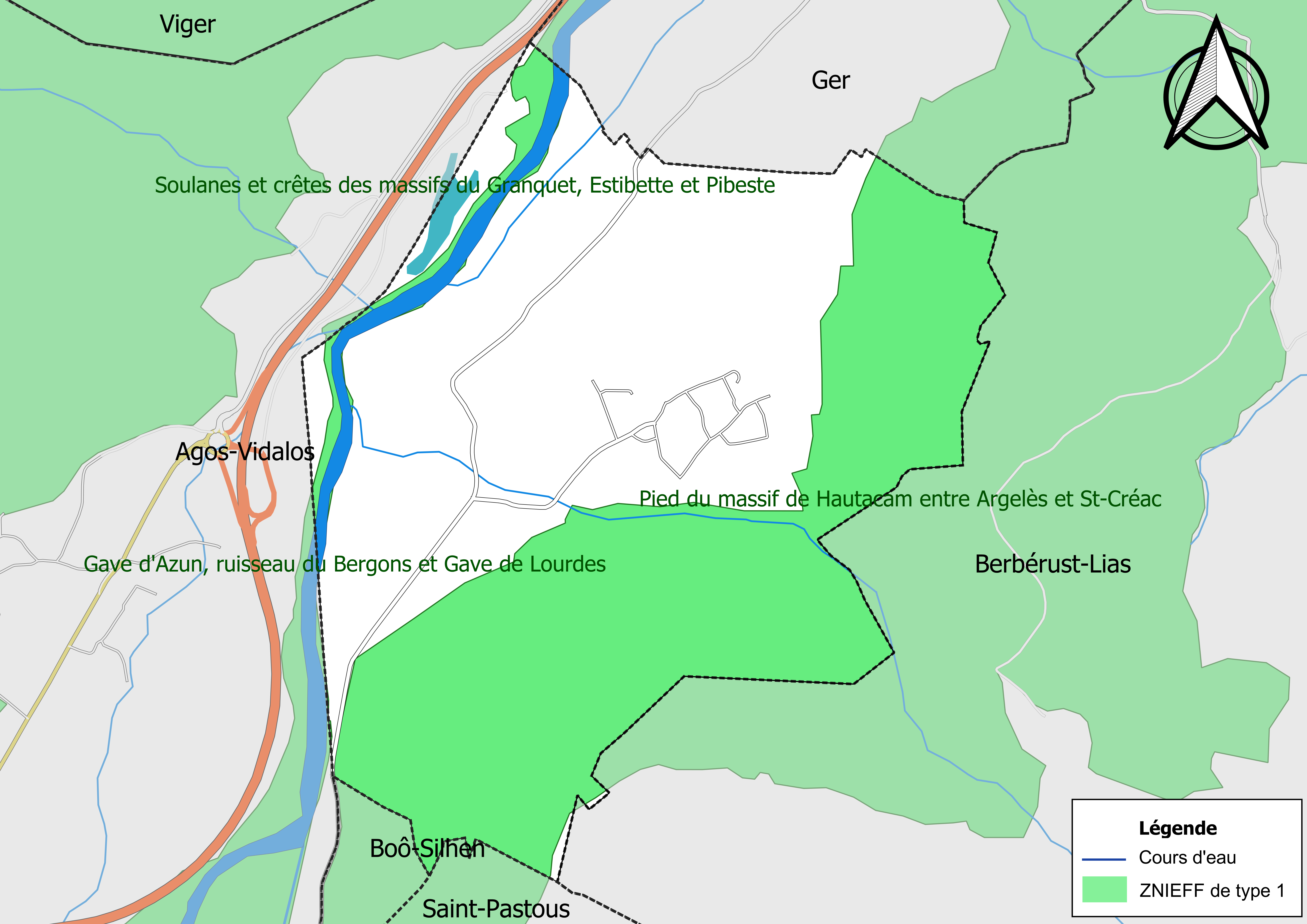
Carte des ZNIEFF de type 1 localisées dans la commune.

L’inventaire des zones naturelles d'intérêt écologique, faunistique et floristique (ZNIEFF) a pour objectif de réaliser une couverture des zones les plus intéressantes sur le plan écologique, essentiellement dans la perspective d’améliorer la connaissance du patrimoine naturel national et de fournir aux différents décideurs un outil d’aide à la prise en compte de l’environnement dans l’aménagement du territoire.
Deux ZNIEFF de type 1 sont recensées dans la commune :
le « Gave d'Azun, ruisseau du Bergons et Gave de Lourdes » (437 ha), couvrant 31 communes dont deux dans les Pyrénées-Atlantiques et 29 dans les Hautes-Pyrénées et 
le « pied du massif de Hautacam entre Argelès et St-Créac » (961 ha), couvrant 12 communes du département.

## Urbanisme

### Typologie
Au 1er janvier 2024, Geu est catégorisée commune rurale à habitat dispersé, selon la nouvelle grille communale de densité à sept niveaux définie par l'Insee en 2022.
Elle est située hors unité urbaine. Par ailleurs la commune fait partie de l'aire d'attraction de Lourdes, dont elle est une commune de la couronne,. Cette aire, qui regroupe 45 communes, est catégorisée dans les aires de moins de 50 000 habitants,.

### Occupation des sols
L'occupation des sols de la commune, telle qu'elle ressort de la base de données européenne d’occupation biophysique des sols Corine Land Cover (CLC), est marquée par l'importance des forêts et milieux semi-naturels (70,4 % en 2018), en diminution par rapport à 1990 (71,6 %). La répartition détaillée en 2018 est la suivante : 
forêts (55,2 %), zones agricoles hétérogènes (25,9 %), milieux à végétation arbustive et/ou herbacée (15,3 %), mines, décharges et chantiers (3,7 %).
L'IGN met par ailleurs à disposition un outil en ligne permettant de comparer l’évolution dans le temps de l’occupation des sols de la commune (ou de territoires à des échelles différentes). Plusieurs époques sont accessibles sous forme de cartes ou photos aériennes : la carte de Cassini (XVIIIe siècle), la carte d'état-major (1820-1866) et la période actuelle (1950 à aujourd'hui).

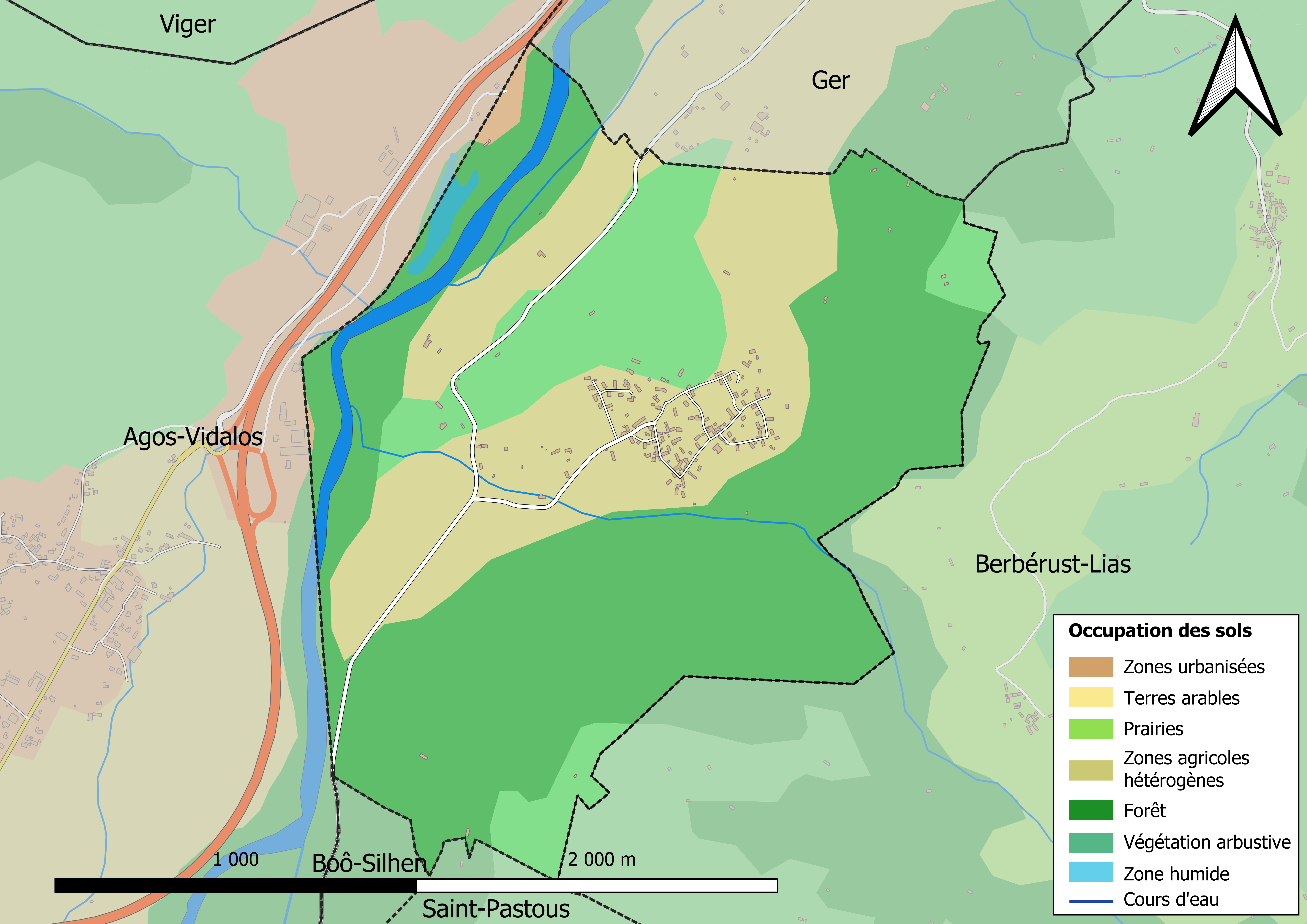
Carte des infrastructures et de l'occupation des sols en 2018 (CLC) de la commune.
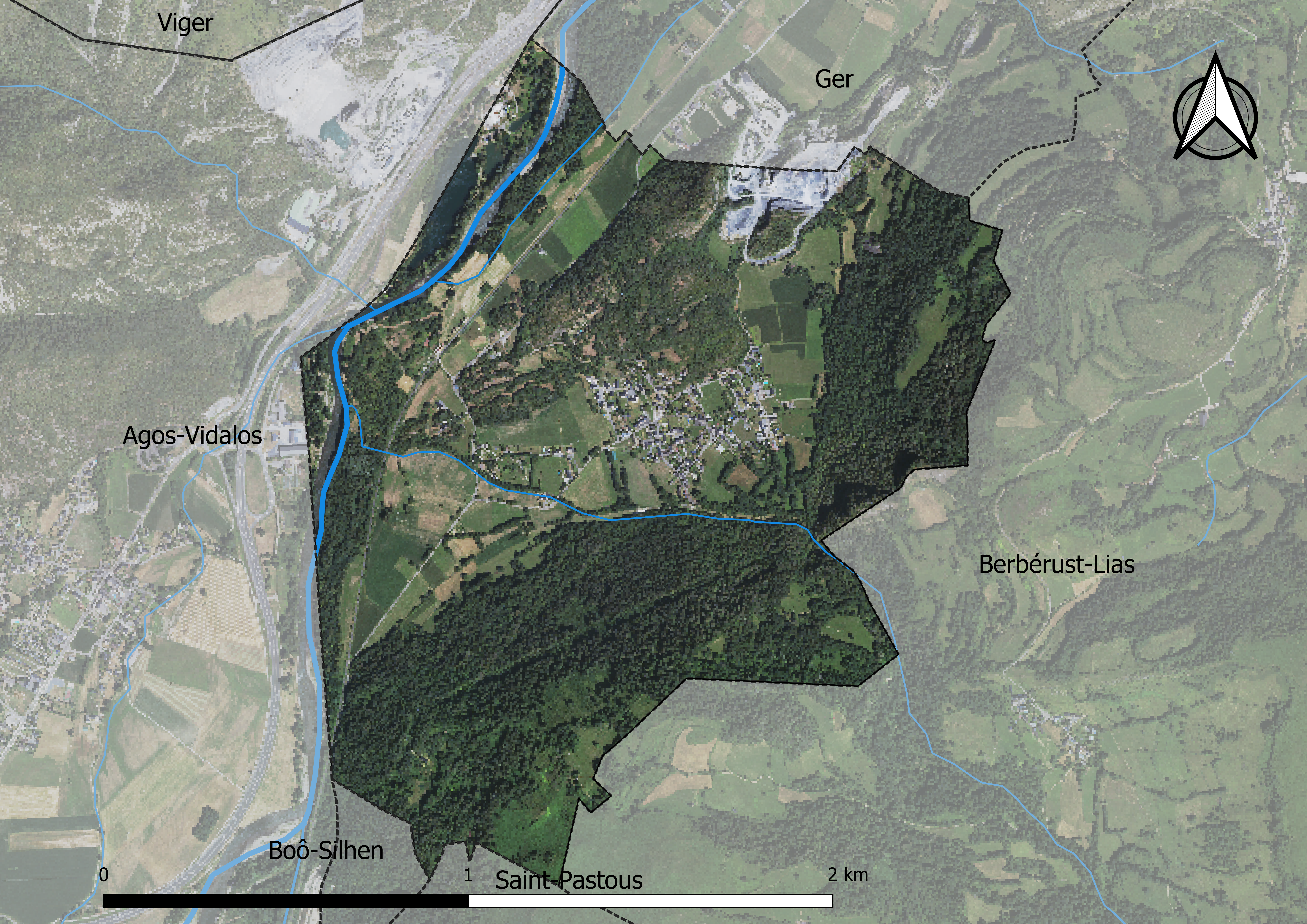
Carte orthophotogrammétrique de la commune.

### Voies de communication et transports
La route départementale D 13 qui traversait le village ancien a été déviée à la fin des années 1980.

### Risques majeurs
Le territoire de la commune de Geu est vulnérable à différents aléas naturels : météorologiques (tempête, orage, neige, grand froid, canicule ou sécheresse), inondations, feux de forêts, mouvements de terrains et séisme (sismicité moyenne). Il est également exposé à un risque technologique, le transport de matières dangereuses, et à un risque particulier : le risque de radon. Un site publié par le BRGM permet d'évaluer simplement et rapidement les risques d'un bien localisé soit par son adresse soit par le numéro de sa parcelle.

#### Risques naturels
Certaines parties du territoire communal sont susceptibles d’être affectées par le risque d’inondation par débordement de cours d'eau, notamment le gave de Pau. La cartographie des zones inondables en ex-Midi-Pyrénées réalisée dans le cadre du XIe Contrat de plan État-région, visant à informer les citoyens et les décideurs sur le risque d’inondation, est accessible sur le site de la DREAL Occitanie. La commune a été reconnue en état de catastrophe naturelle au titre des dommages causés par les inondations et coulées de boue survenues en 1982, 1993, 1999, 2009, 2011, 2012, 2013 et 2015,.
Geu est exposée au risque de feu de forêt. Un plan départemental de protection des forêts contre les incendies a été approuvé par arrêté préfectoral le 21 avril 2020 pour la période 2020-2029. Le précédent couvrait la période 2007-2017. L’emploi du feu est régi par deux types de réglementations. D’abord le code forestier et l’arrêté préfectoral du 27 octobre 2014, qui réglementent l’emploi du feu à moins de 200 m des espaces naturels combustibles sur l’ensemble du département. Ensuite celle établie dans le cadre de la lutte contre la pollution de l’air, qui interdit le brûlage des déchets verts des particuliers. L’écobuage est quant à lui réglementé dans le cadre de commissions locales d’écobuage (CLE)

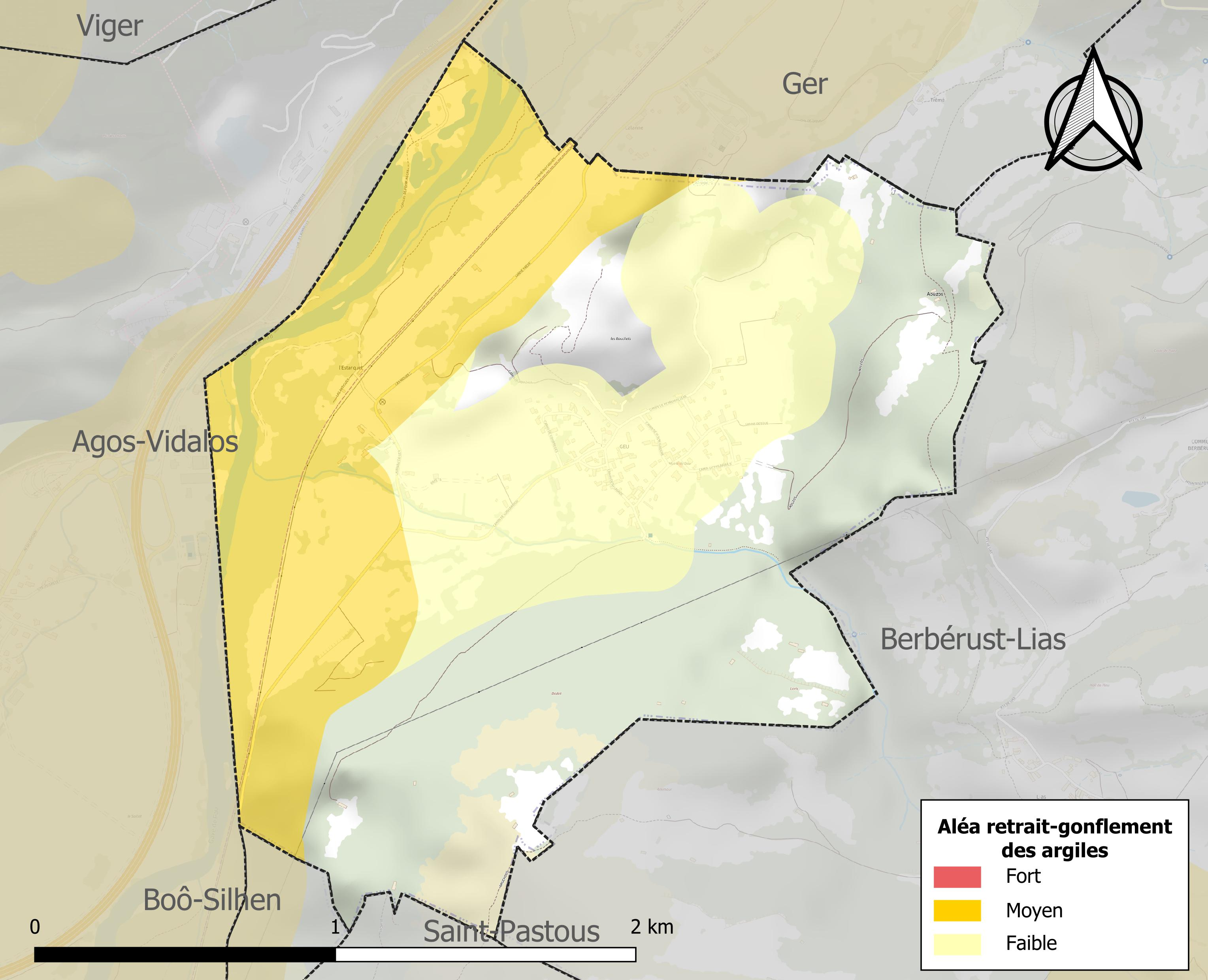
Carte des zones d'aléa retrait-gonflement des sols argileux de Geu.

Les mouvements de terrains susceptibles de se produire dans la commune sont des mouvements de sols liés à la présence d'argile et des tassements différentiels.
Le retrait-gonflement des sols argileux est susceptible d'engendrer des dommages importants aux bâtiments en cas d’alternance de périodes de sécheresse et de pluie. 31,7 % de la superficie communale est en aléa moyen ou fort (44,5 % au niveau départemental et 48,5 % au niveau national). Sur les 85 bâtiments dénombrés dans la commune en 2019, 6 sont en aléa moyen ou fort, soit 7 %, à comparer aux 75 % au niveau départemental et 54 % au niveau national. Une cartographie de l'exposition du territoire national au retrait gonflement des sols argileux est disponible sur le site du BRGM,.
Par ailleurs, afin de mieux appréhender le risque d’affaissement de terrain, l'inventaire national des cavités souterraines permet de localiser celles situées dans la commune.
Concernant les mouvements de terrains, la commune a été reconnue en état de catastrophe naturelle au titre des dommages causés par des mouvements de terrain en 1999 et 2013.

#### Risque technologique
Le risque de transport de matières dangereuses dans la commune est lié à sa traversée par une canalisation de transport d'hydrocarbures. Un accident se produisant sur une telle infrastructure est susceptible d’avoir des effets graves sur les biens, les personnes ou l'environnement, selon la nature du matériau transporté. Des dispositions d’urbanisme peuvent être préconisées en conséquence.

#### Risque particulier
Dans plusieurs parties du territoire national, le radon, accumulé dans certains logements ou autres locaux, peut constituer une source significative d’exposition de la population aux rayonnements ionisants. Certaines communes du département sont concernées par le risque radon à un niveau plus ou moins élevé. Selon la classification de 2018, la commune de Geu est classée en zone 2, à savoir zone à potentiel radon faible mais sur lesquelles des facteurs géologiques particuliers peuvent faciliter le transfert du radon vers les bâtiments.

## Toponymie

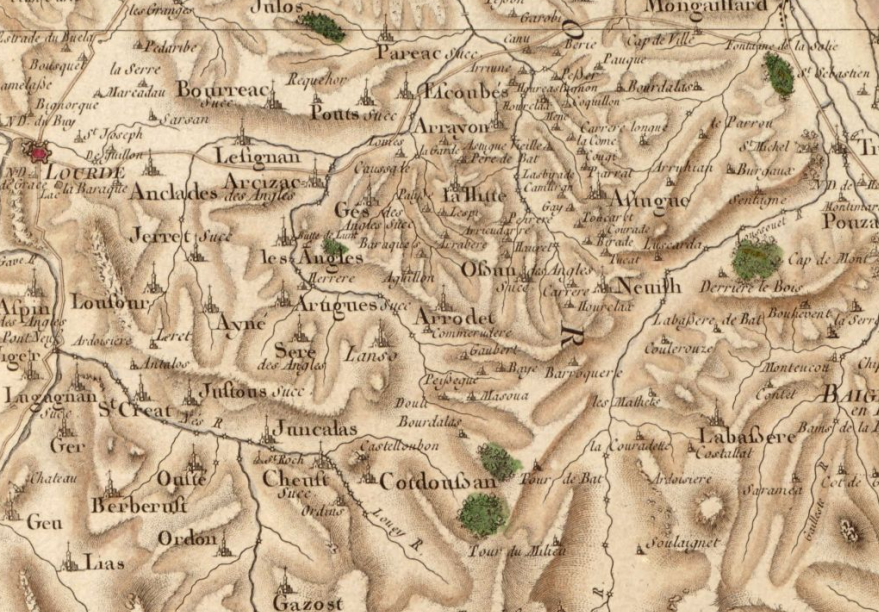
Extrait de la carte de Cassini situant Geu au sud de Lourdes.

On trouvera les principales informations dans le Dictionnaire toponymique des communes des Hautes Pyrénées de Michel Grosclaude et Jean-François Le Nail qui rapporte les dénominations historiques du village :
- Guilhem Ar. de Ieu (v. 1050-1070, cartulaire de Bigorre) ;
- de Geu (1168, bulle d'Alexandre III ; 1294, Livre vert de Bénac) ;
- de Geu (1313, Debita regi Navarre) ;
- de Ieu (XIIe ou XIIIe siècle, Livre vert de Bénac ; 1313, ibid.) ;
- de Gieu, Giu (1384, Livre vert de Bénac ; 1403, ibid.) ;
- Jeu (1429, censier de Bigorre) ;
- Geau (1614, Guillaume Mauran) ;
- Jeu (1768, Duco) ;
- Geu (fin XVIIIe siècle, carte de Cassini).

Du gascon ièu, le sureau hièble. Prononciation locale figurée [yèw].

Nom occitan : Ieu.

## Politique et administration

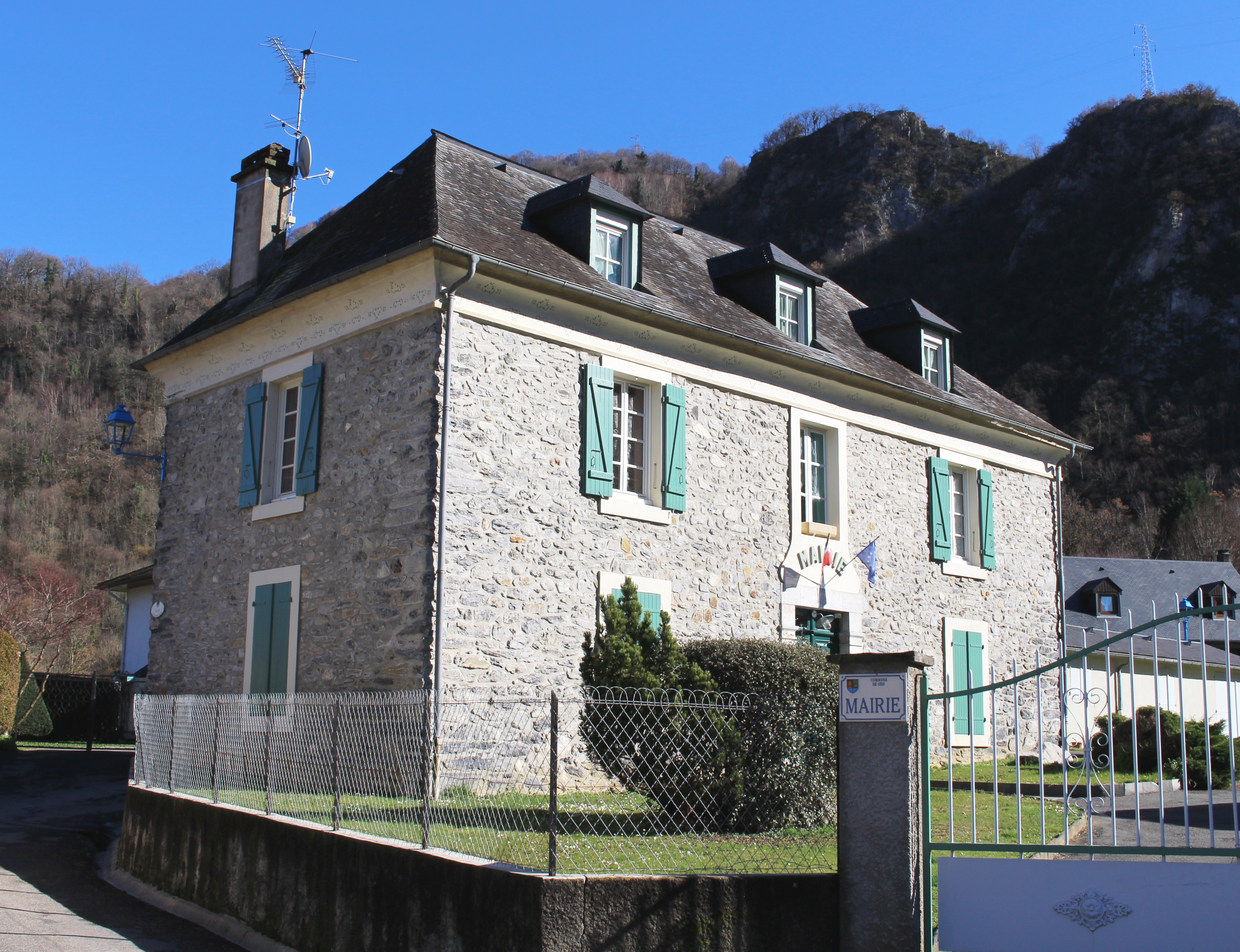
La mairie en 2016.

### Liste des maires
| Période                                  | Période  | Identité             | Étiquette | Qualité |
| ---------------------------------------- | -------- | -------------------- | --------- | ------- |
| Les données manquantes sont à compléter. |          |                      |           |         |
|                                          |          |                      |           |         |
| mars 1977                                | En cours | Jean-Claude Castérot | PRG       |         |

### Rattachements administratifs et électoraux

#### Intercommunalité
Geu fait partie de la Communauté d'agglomération Tarbes-Lourdes-Pyrénées, créée en janvier 2017, qui réunit 86 communes.

## Population et société

### Démographie

#### Évolution démographique
L'évolution du nombre d'habitants est connue à travers les recensements de la population effectués dans la commune depuis 1793. Pour les communes de moins de 10 000 habitants, une enquête de recensement portant sur toute la population est réalisée tous les cinq ans, les populations de référence des années intermédiaires étant quant à elles estimées par interpolation ou extrapolation. Pour la commune, le premier recensement exhaustif entrant dans le cadre du nouveau dispositif a été réalisé en 2004.

En 2022, la commune comptait 184 habitants, en évolution de +9,52 % par rapport à 2016 (Hautes-Pyrénées : +1,59 %, France hors Mayotte : +2,11 %).
| 1793 | 1800 | 1806 | 1821 | 1831 | 1836 | 1841 | 1846 | 1851 |
| ---- | ---- | ---- | ---- | ---- | ---- | ---- | ---- | ---- |
| 171  | 133  | 158  | 172  | 175  | 182  | 176  | 185  | 184  |

| 1856 | 1861 | 1866 | 1872 | 1876 | 1881 | 1886 | 1891 | 1896 |
| ---- | ---- | ---- | ---- | ---- | ---- | ---- | ---- | ---- |
| 177  | 192  | 188  | 177  | 182  | 175  | 168  | 180  | 152  |

| 1901 | 1906 | 1911 | 1921 | 1926 | 1931 | 1936 | 1946 | 1954 |
| ---- | ---- | ---- | ---- | ---- | ---- | ---- | ---- | ---- |
| 150  | 125  | 141  | 119  | 107  | 108  | 100  | 96   | 101  |

| 1962 | 1968 | 1975 | 1982 | 1990 | 1999 | 2004 | 2006 | 2009 |
| ---- | ---- | ---- | ---- | ---- | ---- | ---- | ---- | ---- |
| 95   | 105  | 95   | 110  | 116  | 145  | 153  | 156  | 164  |

| 2014 | 2019 | 2022 | - | - | - | - | - | - |
| ---- | ---- | ---- | - | - | - | - | - | - |
| 176  | 183  | 184  | - | - | - | - | - | - |

### Enseignement
La commune dépend de l'académie de Toulouse. Elle ne dispose plus d'école en 2018.

### Sports
La commune est traversée par la voie verte des Gaves.

## Économie

### Revenus
En 2018, la commune compte 75 ménages fiscaux, regroupant 174 personnes. La médiane du revenu disponible par unité de consommation est de 21 450 € (20 420 € dans le département).

### Emploi
|                | 2008  | 2013  | 2018  |
| -------------- | ----- | ----- | ----- |
| Commune        | 5,7 % | 7,4 % | 6,2 % |
| Département    | 7,7 % | 9,4 % | 9,8 % |
| France entière | 8,3 % | 10 %  | 10 %  |

En 2018, la population âgée de 15 à 64 ans s'élève à 110 personnes, parmi lesquelles on compte 76,1 % d'actifs (69,9 % ayant un emploi et 6,2 % de chômeurs) et 23,9 % d'inactifs,. Depuis 2008, le taux de chômage communal (au sens du recensement) des 15-64 ans est inférieur à celui de la France et du département.
La commune fait partie de la couronne de l'aire d'attraction de Lourdes, du fait qu'au moins 15 % des actifs travaillent dans le pôle,. Elle compte 15 emplois en 2018, contre 15 en 2013 et 12 en 2008. Le nombre d'actifs ayant un emploi résidant dans la commune est de 78, soit un indicateur de concentration d'emploi de 19,1 % et un taux d'activité parmi les 15 ans ou plus de 55,8 %.
Sur ces 78 actifs de 15 ans ou plus ayant un emploi, 8 travaillent dans la commune, soit 10 % des habitants. Pour se rendre au travail, 92,5 % des habitants utilisent un véhicule personnel ou de fonction à quatre roues, 1,3 % les transports en commun, 3,8 % s'y rendent en deux-roues, à vélo ou à pied et 2,5 % n'ont pas besoin de transport (travail au domicile).

## Culture locale et patrimoine

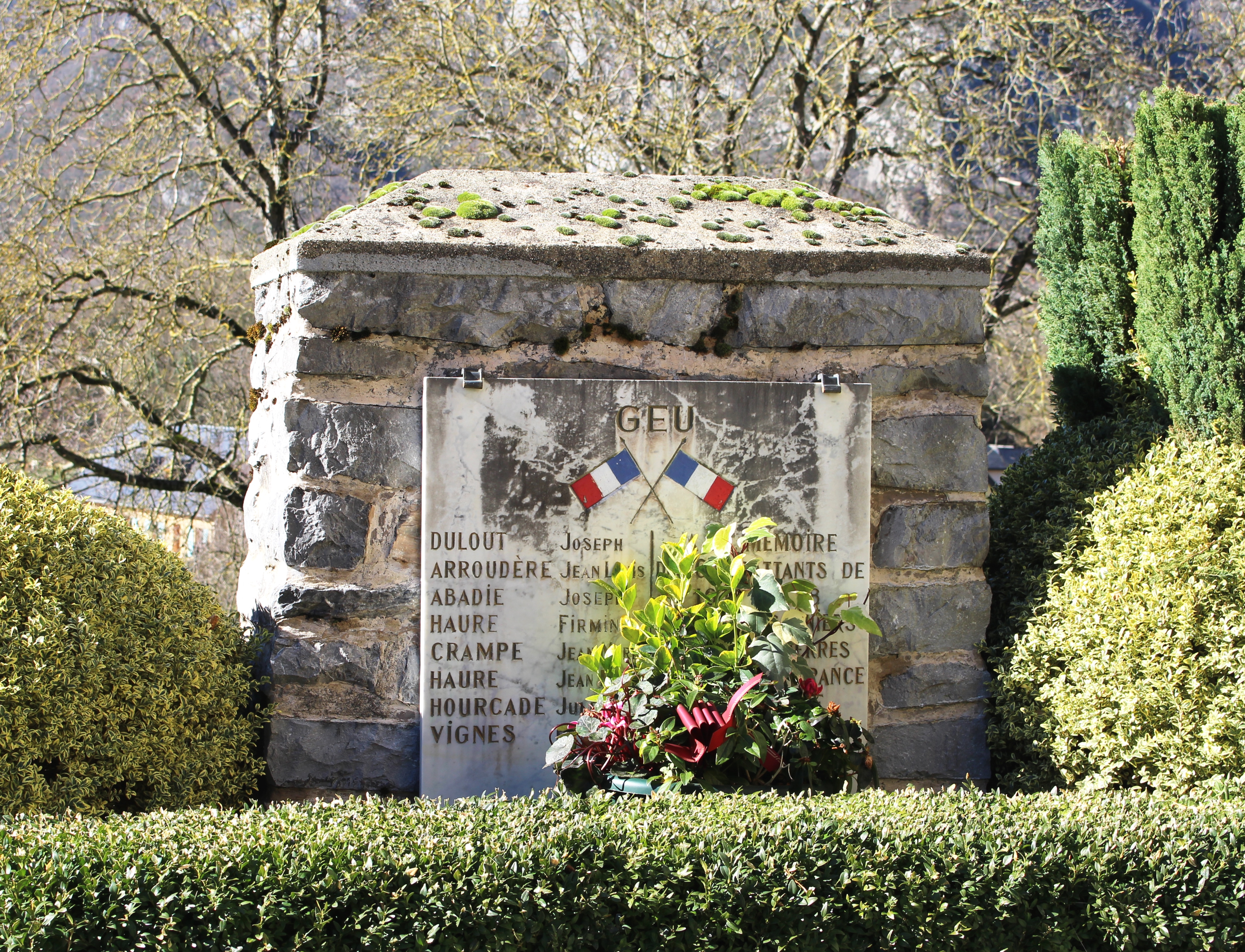
Le monument aux morts municipal.

### Lieux et monuments
- Église Saint-Martin de Geu, romane du XIIe siècle, inscrite au titre des monuments historiques depuis 1942[47].
- Ruines du château Jalou.

Sélection de vues des équipements municipaux
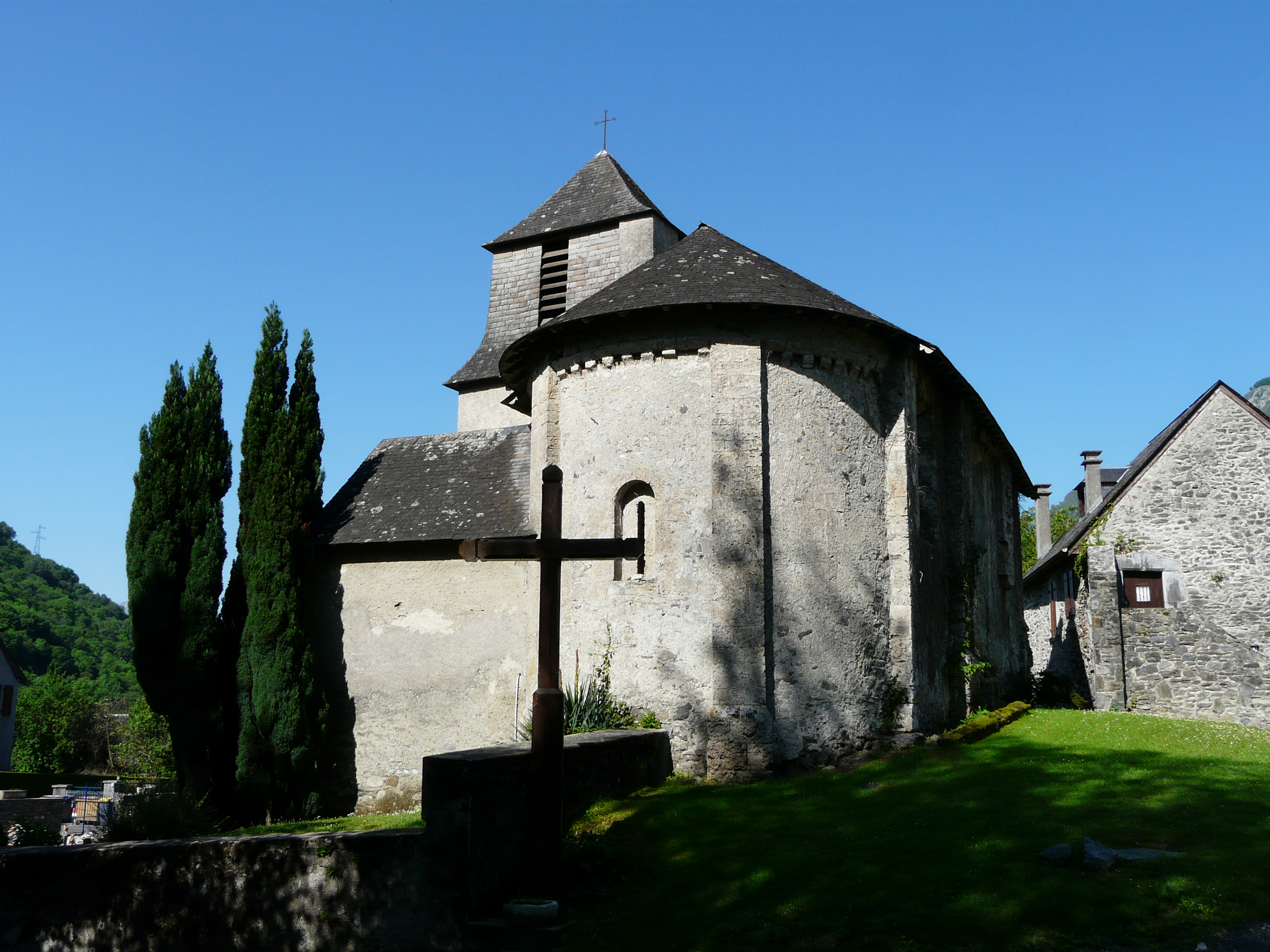
Le chevet de l'église.
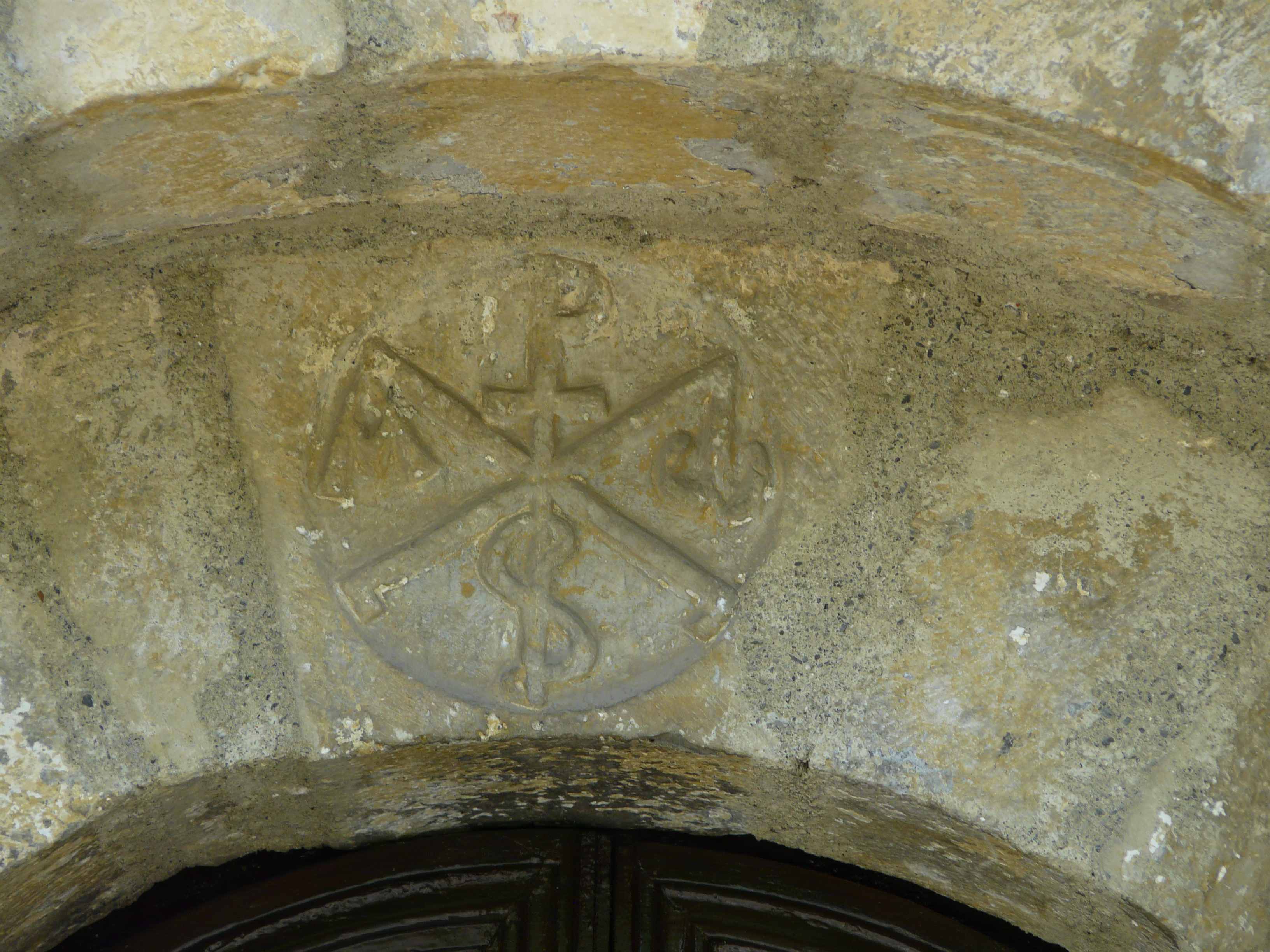
Chrisme au-dessus du portail de l'église.
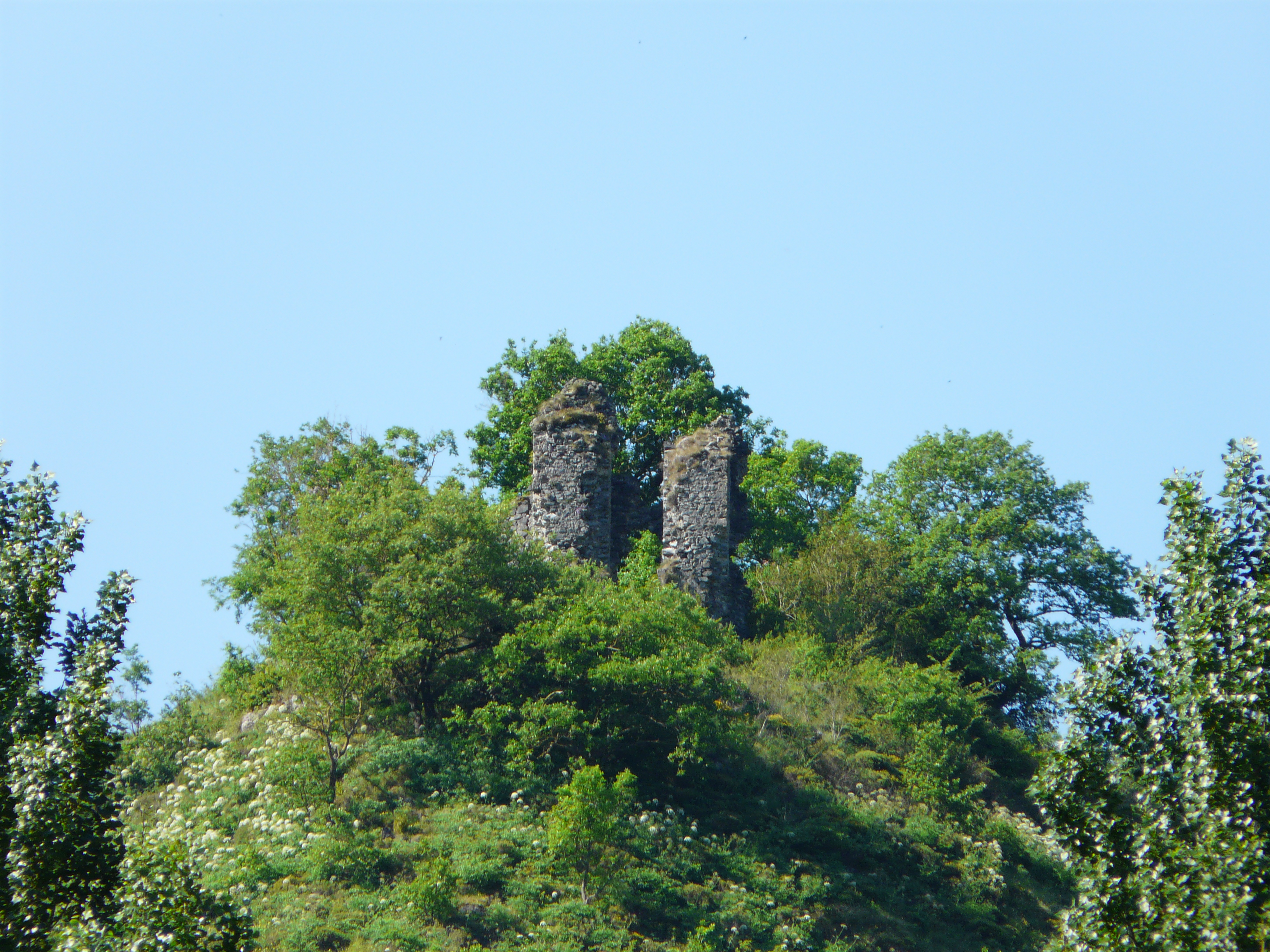
Les ruines du château Jalou.
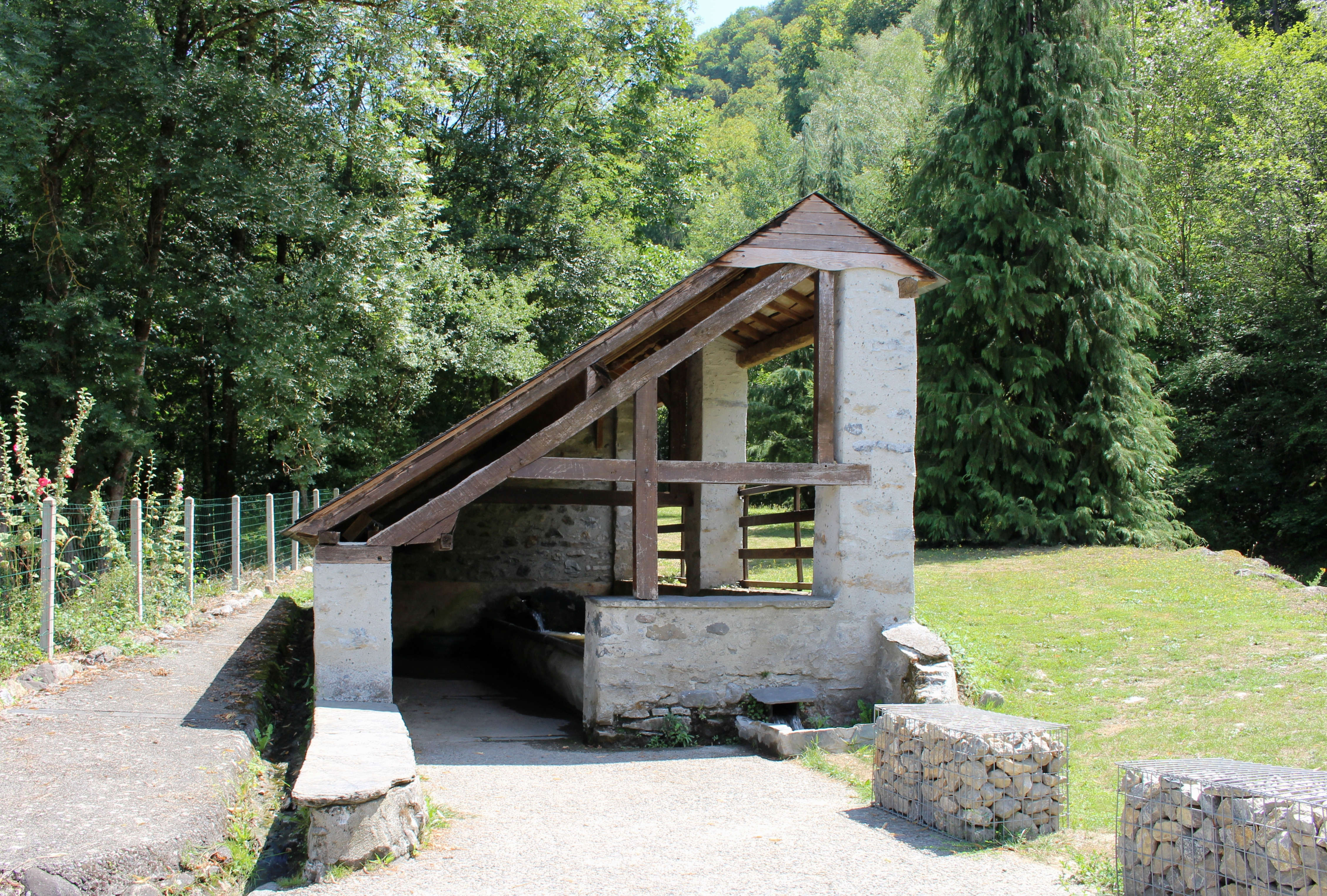
Le lavoir en 2017.
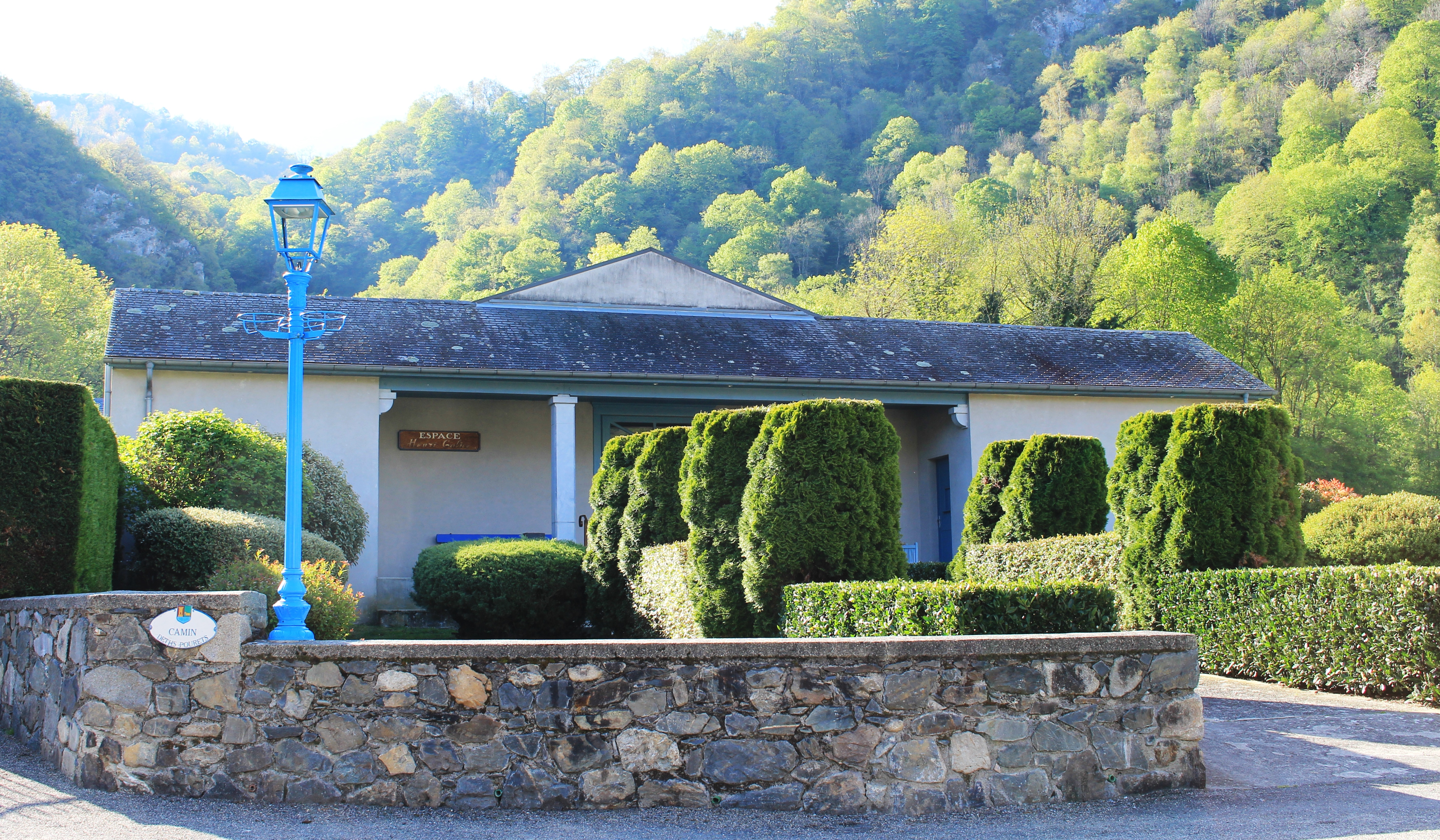
La salle des fêtes en 2021.

Sélection de vues de l'église Saint-Martin en 2016.
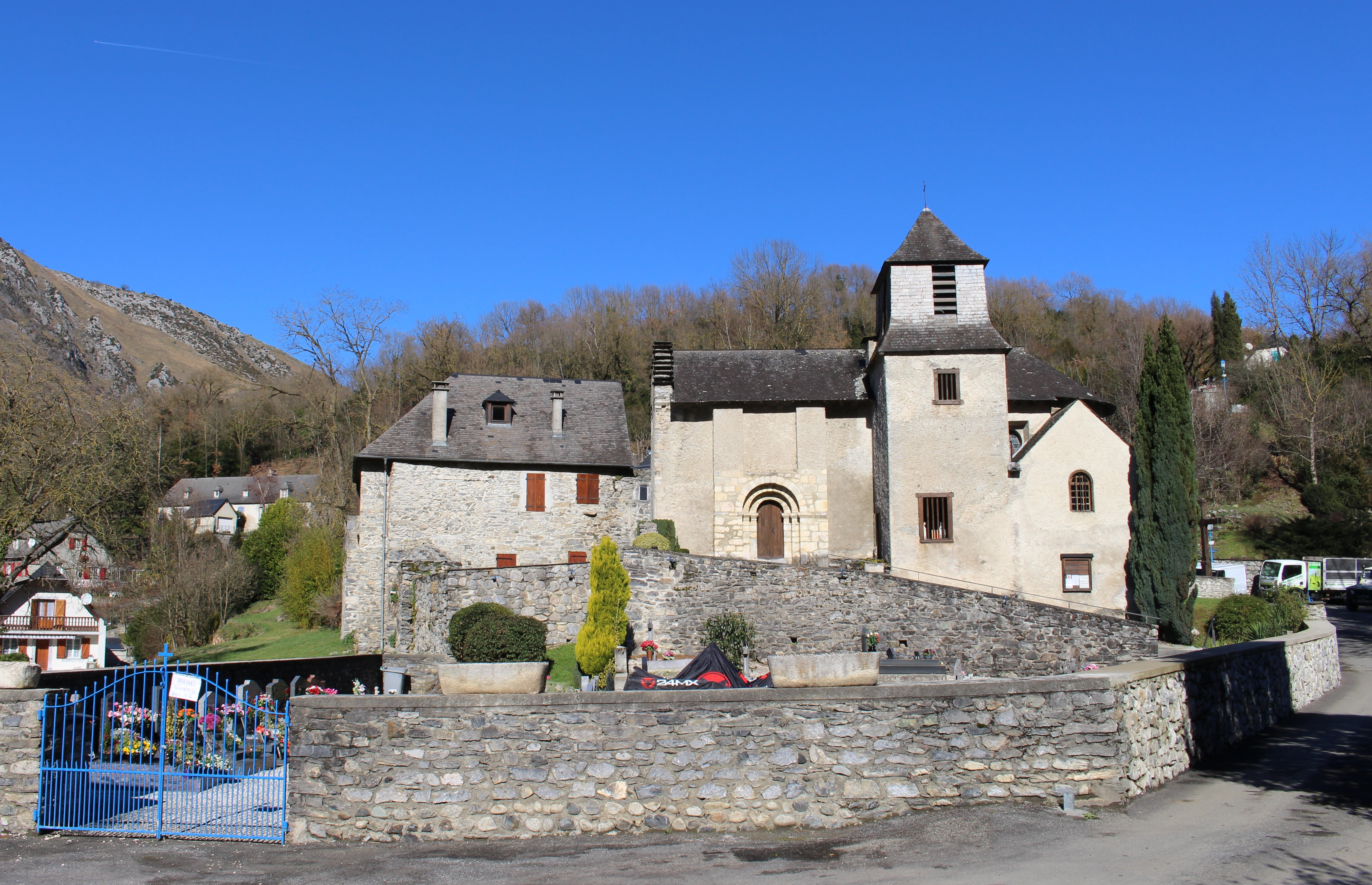
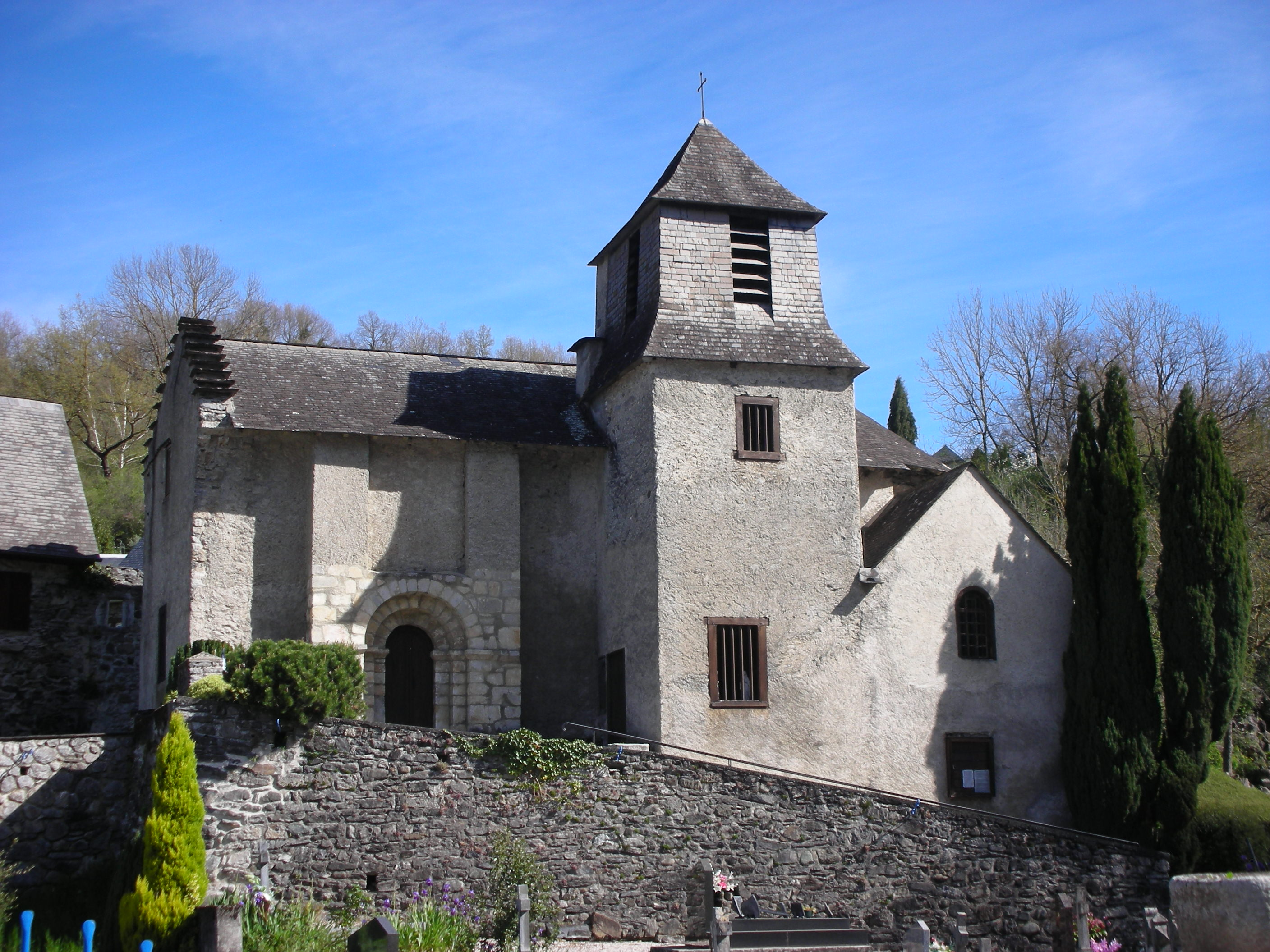
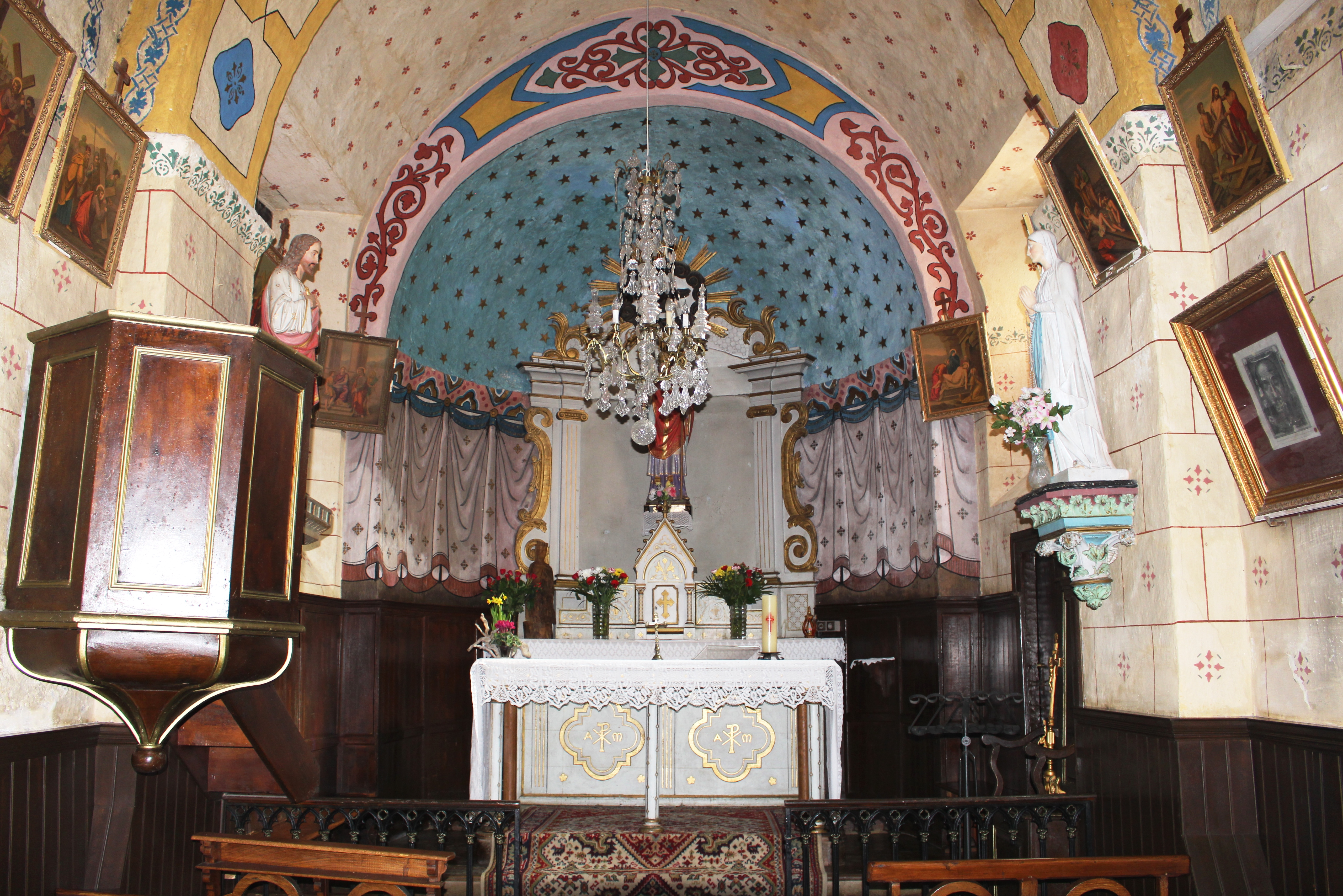
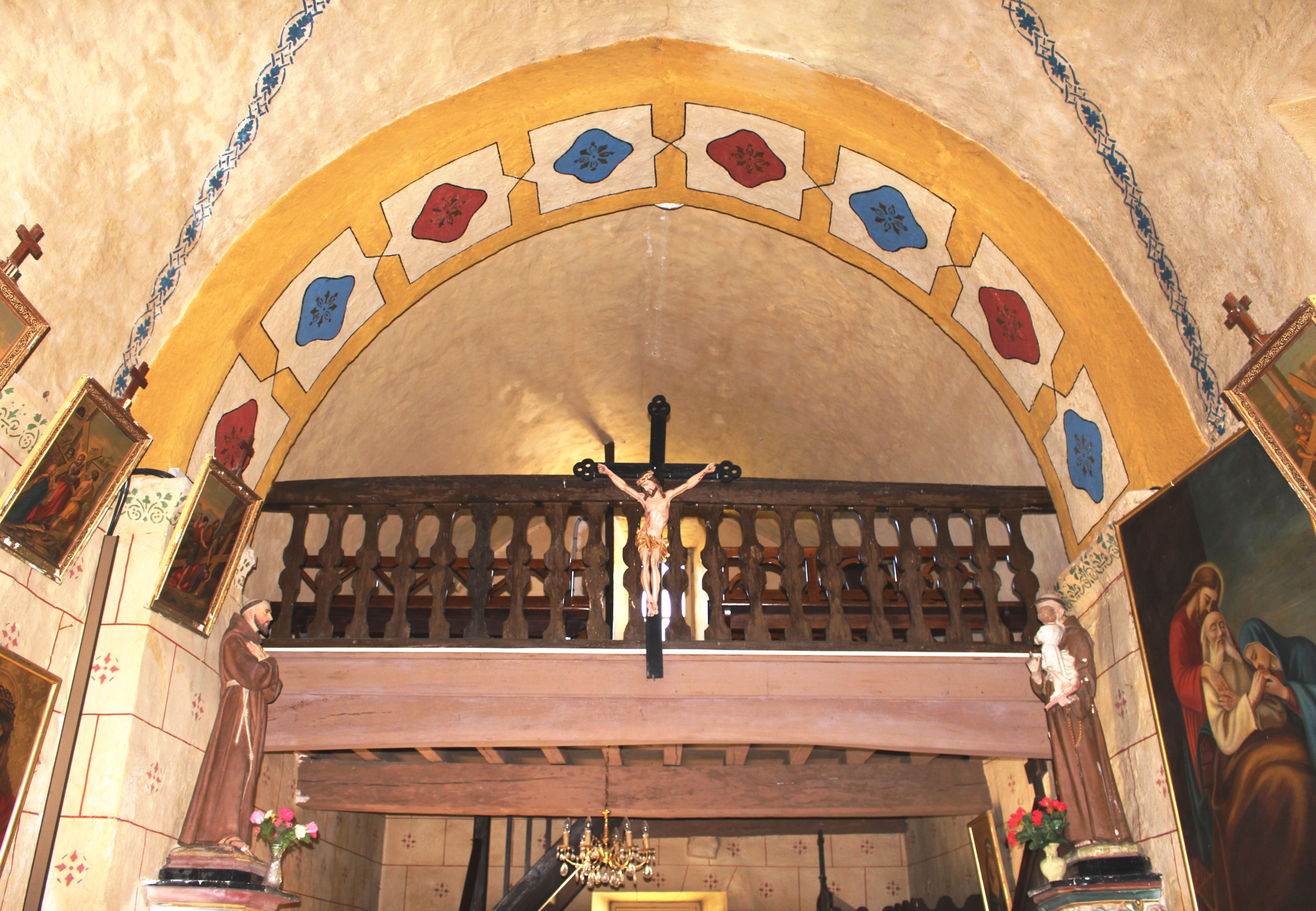
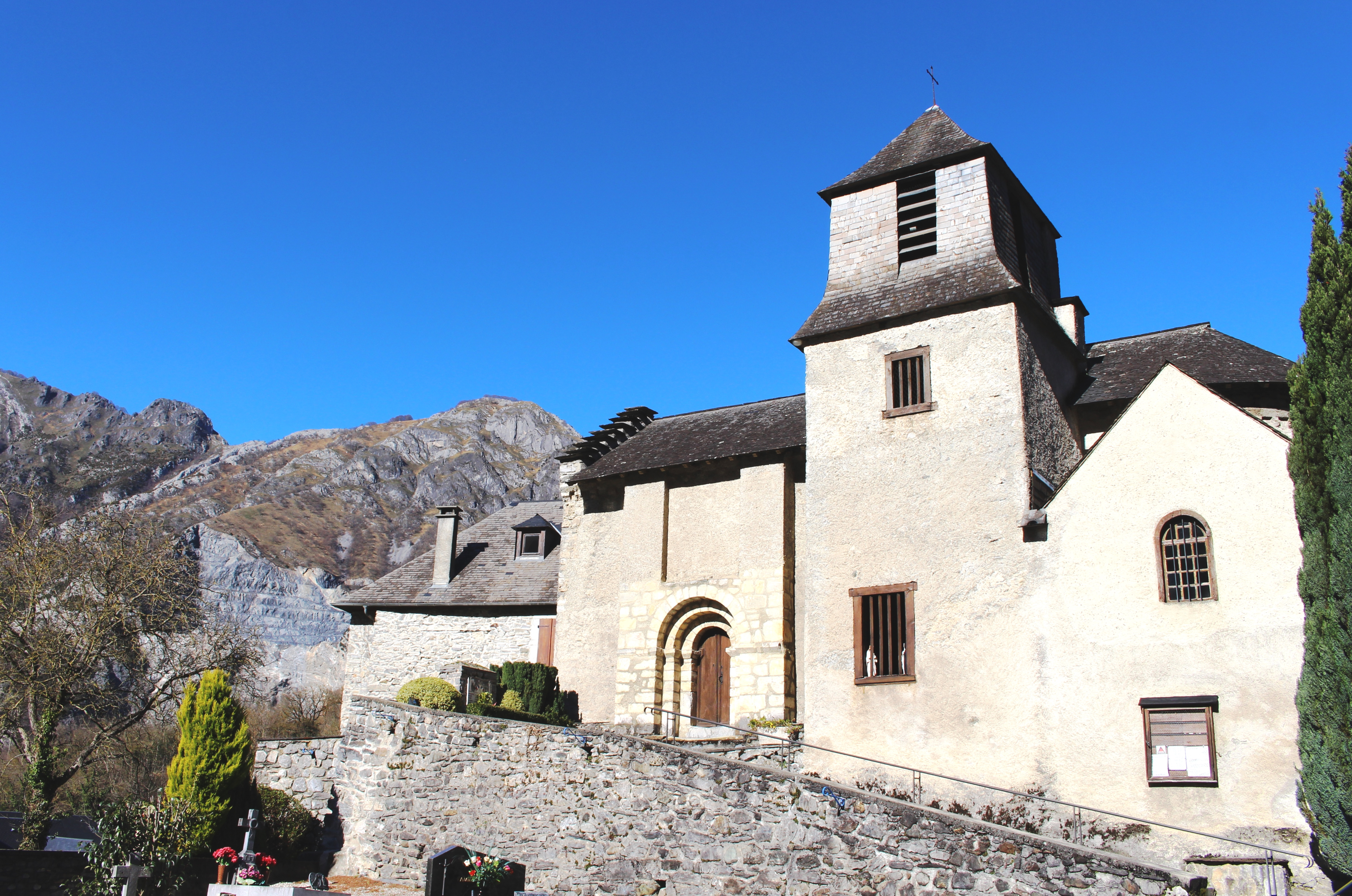

### Héraldique
| Blason | Blasonnement : Parti de gueules à la tour crénelée de quatre pièces d'or ouverte et ajourée du champ sur une terrasse d'azur, au second de sinople à la vache d'or, accolée et clarinée d'azur, passant sur une terrasse de même. |